# 리키시 (프로레슬링 선수)
솔로파 파투(Solofa Fatu 본명:솔루파 파투 주니어)는 미국의 남자 프로레슬링선수다. 미국 캘리포니아 샌프란시스코에다가 원레 거주지가 미국 플로리다 포인시이나라고 한다. 1985년 프로레슬링 입문했으며 처음에는 1992년 ~ 1996년까지 WWF 파투(Fafu)라는 있고 1996년 ~ 1997년까지 WWF 링네임이 술탄(Sultan)이라는 사용을 한적도 있다. 그러나 1999년 ~ 2000년까지 WWF 링네임 리키쉬 파투(Rikishi Fatu)라는 있고 2000년 현재는 WWF/WWE 링네임은 리키쉬(Rikishi)라는 가지고 있다. 2012년 7월 16일 WWE RAW에서 준성과의 경기에서 복귀를 하면서 등장을 했다. 피니쉬는 엘라베마 슬램(더블 레그 슬램), 바이시클 킥, 보스턴 크랩, 카멜 클러치라고 있다 1996년 ~ 1997년까지 사용을 한 적도 있었다. 1996년 ~ 1997년까지 WWF 링네임이 술탄(Sultan)으로 사용을 한적도 있지만 아예 반응이 영 안좋아서 1997년 WWF를 때려친적도 있었다고 한다. 게다가 브레인버스터, 크로스바디, 더블 언더훅 디디티, 피스트 드롭, 페이스버스터, 포어암 클럽, 하트 펀치, 하이 니, 레그 드롭 불독, 넥브레이커 슬램, 오버헤드 찹, 럼프 셰이커/반자이 드롭(코너 슬링샷 시티드 센턴), 리키쉬 드라이버(오버 더 숄더 리버스 파일드라이버), 런닝 파워슬램, 사모안 캐넌볼(센턴 밤), 사모안 찹 드롭(찹 드롭), 사모안 드롭킥(프론트 드롭킥), 사모안 엘보우 드롭(다이빙 엘보우 드롭), 사모안 문설트(문설트), 사모안 스톰프(다이빙 더블 풋 스톰프), 사모안 수플렉스(레그 훅 벨리 투 백 수플렉스), 사모안 어퍼컷(유러피안 어퍼컷), 사이드 슬램, 슈팅 스타 프레스, 스윙 스파인버스터, 웨폰 매스 디스트럭션 킥(힐 킥), 사모안 스플래쉬(다이빙 스플래쉬), 웨폰 매스 디스트럭션 아토믹 드롭(아토믹 드롭), 웨폰 매스 디스트럭션 죠브레이커(죠브레이커), 웨폰 매스 디스트럭션 파워밤(것렌치 파워밤), 웨폰 매스 디스트럭션 슬리퍼 홀드 슬램(슬리퍼 홀드 슬램), 웨폰 매스 디스트럭션 슬램(밀리터리 프레스 슬램), 제로원 드라이버(벨리 투 백 파일드라이버), 제로원 드롭(펄링 인버티드 디디티), 제로원 슬램(투 헨드 초크슬램), 제로원 불독(쓰리 쿼터 페이스락 불독), 솔로파 백브레이커 랙, 솔로파 브롱코 버스터(브롱코 버스터), 솔로파 아이언 클로 슬램(아이언 클로 슬램), 솔로파 문설트 레그 드롭(문설트 레그 드롭), 솔로파 슬램(폴어웨이 슬램), 암바, 크로스페이스, 위스트 락, 풀 넬슨, 리버스 피겨-포 레그락, 반자이 짐(밀리터리 프레스 슬램), 반자이 초크(암 트라이앵글 초크), 반자이 킥(사이드 킥), 반자이 슬램(아르젠틴 넥브레이커 슬램), 발칸 드롭(데스 벨리 드라이버), 발칸 백 찹(백 찹), 발칸 붓(점핑 빅 붓), 발칸 래리어트(런닝 래리어트), 발칸 시티드 센턴(다이빙 시티드 센턴), 발칸 에스티에프(스텝오버 투홀드 페이스락)로 사용을 한다. 베이더와 비슷한 어마어마한 뚱뚱한 체격이다. 가족관계는 두 남동생 중 막내동생인 죽은 우마가가 있으며 아들들은 현재 WWE에서 디 우소즈라는 태그팀으로 활약하고 있고 나머지는 아들은 죠셉 파투라고 있는데... WWE NXT 링네임이 솔로 시코아(Solo Sikoa)라고 있다고 한다.

## Professional wrestling highlights
- Finishing moves
  - Alabama Slam (Double leg slam) - 1987-1989
  - Banzai Gym (Military press slam) - 1999-present
  - Banzai Choke (Arm triangle choke) - 1999-present
  - Banzai Kick (Side kick) - 1999-present
  - Banzai Slam (Argentine neckbreaker slam) - 1999-present
  - Armbar - 1987-1989
  - Back elbow smash - 1991-1992
  - Bicycle kick - 1985-1987
  - Boston crab - 1997-1999
  - Brainbuster - 1989-1991
  - Camel clutch - 1996-1997
  - Crossface - 1985-1987
  - Crossbody - 1992-1994
  - Double underhook DDT - 1989-1991
  - Facebuster - 1987-1989
  - Fist drop - 1989-1991
  - Forearm club - 1991-1992
  - Full nelson - 1991-1992
  - Heart punch - 1992-1994
  - High knee - 1991-1992
  - Leg drop bulldog - 1987-1989
  - Neckbreaker slam - 1985-1987
  - Overhead chop - 1992-1994
  - Reverse figure-four leglock - 1992-1994
  - Rikishi Driver (Reverse over the shoulder piledriver) - 1999-present
  - Rump Shaker / Banzai Drop (Corner slingshot seated senton) - 1999-present; adopted from Yokozuna
  - Running powerslam - 1989-1991
  - Samoan Cannonball (Senton bomb) - 1991-1992
  - Samoan Chop drop (Chop drop) - 1992-1994
  - Samoan Dropkick (Front dropkick) - 1987-1989
  - Samoan Elbow Drop (Diving elbow drop) - 1985-1987
  - Samoan Moonsault (Moonsault) - 1989-1991
  - Samoan Splash (Diving splash) - 1992-1994
  - Samoan Stomp (Diving double foot stomp) - 1987-1989
  - Samoan Suplex (Leg hook belly to back suplex) - 1985-1987
  - Samoan Uppercut (European uppercut) - 1989-1991
  - Side slam - 1997-1999
  - Shooting star press - 1997-1999
  - Solofa Bronco Buster (Bronco buster) - 1996-1997
  - Solofa Iron Claw (Iron claw slam) - 1996-1997
  - Solofa Moonsault Leg Drop (Moonsault leg drop) - 1996-1997
  - Solofa Rack (Backbreaker rack drop) - 1996-1997
  - Solofa Slam (Fallaway slam) - 1996-1997
  - Swinging spinebuster - 1985-1987
  - Vulcan Back Chop (Back chop) - 1994-1996
  - Vulcan Boot (Jumping big boot) - 1994-1996
  - Vulcan Drop (Death Valley driver) - 1994-1996
  - Vulcan Lariat (Running lariat) - 1994-1996
  - Vulcan Seated Senton (Diving seated senton) - 1994-1996
  - Vulcan STF (Stepover Toehold Facelock) - 1994-1996
  - Weapon Mass Destruction Atomic Drop (Atomic drop) - 1985-1987
  - Weapon Mass Destruction Jawbreaker (Jawbreaker) - 1989-1991
  - Weapon Mass Destruction Kick (Heel kick) - 1991-1992
  - Weapon Mass Destruction Powerbomb (Gutwrench powerbomb) - 1991-1992
  - Weapon Mass Destruction Sleeper Hold Slam (Sleeper hold slam) - 1992-1994
  - Weapon Mass Destruction Slam (Military press slam) - 1987-1989
  - Wrist lock - 1989-1991
  - Zeroone Bulldog (Three-quarter facelock bulldog) - 1997-1999
  - Zeroone Driver (Belly-to-back piledriver) - 1997-1999
  - Zeroone Drop (Falling inverted DDT) - 1997-1999
  - Zeroone Slam (Two-handed chokeslam) - 1997-1999
- Signature moves
  - Body slam
  - Choke side slam - 2007-2008
  - Flapjack
  - Headbutt
  - Headbutt drop
  - Running hip attack to a cornered opponent, followed stink face Innovated
  - Samoan drop
  - Savate kick
  - Seated senton
  - Senton
  - Side belly to belly suplex
  - Samoan Spike (High speed thumb thrust) - 2012-present; adopted from Umaga
  - Stink face
- Manager
  - Afa
  - Bob Backlund
  - Buddy Roberts
  - Lou Albano
  - Paul E Dangerously
  - Oliver Humperdink
  - The Iron Sheik
- Entrance themes
  - "Danger in the Jungle" by Jim Johnston (WWF; 1992-1995; while teaming with The Headshrinkers)
  - "Clean It Up" by Jim Johnston (WWF; 1995-1996)
  - "Royal Emperor" by Jim Johnston (WWF; 1996-1997; while teaming with The Iron Sheik and Bob Backlund)
  - "Sayonara" by Sumeet Chopra (WWF; 1999)
  - "U Look Fly 2 Day" by OD Hunte (WWF/WWE; 1999-2000; 2001-2004; 2012-2020; used while teaming with Too Cool and in single competition)
  - "Bad Man" by Ike Dirty (WWF; 2000-2001)

## 신체 사항
- 키는 185cm(6 ft 1 in)에다가
- 몸무게는 182kg(401 lb)이다.

## 수상
- NSWA 태그팀 챔피언 (1회) - 사무
- 포틀랜드 퍼시픽 노스웨스트 월드 헤비웨이트 챔피언 (1회)
- 파워 프로레슬링 헤비웨이트 챔피언 (1회)
- 컴백 오브 더 이열 (2000)
- 랭크드 넘버 27 오브 더 탑 500 싱글즈 레슬링 인 더 PWI 500 인 2000
- 랭크드 넘버 347 오브 더 탑 500 싱글즈 레슬링 오브 더 PWI 500 이열즈 인 2003
- 캄페오나투 인터내셔널 압솔루토 (5회)
- UWA 월드 트리오스 챔피언 (1회) - 코키나 막시무스 언드 사모안 세비지
- WCWA 텍사스 태그팀 챔피언 (1회) - 사무
- WWC 캐리비언 태그팀 챔피언 (1회) - 사무
- WCWA 월드 태그팀 챔피언 (3회) - 사무
- WWF 인터콘티넨탈 챔피언 (1회)
- WWF 월드 태그팀 챔피언 (2회) - 사무 (1회), 리코 (1회)
- WWE 태그팀 챔피언 (구 버전) (1회) - 스카티 투 하티 (1회)
- WWE 홀 오브 페임 (2015)
- 슬리미 어워드 1994 포어 베스트 애티켓 (1994) - 사무
- 워스트 워크드 매치 오브 더 이열 (1993) - 사무, 바스티언 쿠거, 뱀 뱀 비글로우 vs 부쉬웨커스, 맨 온 어 미션 엑트 WWF 서바이버 시리즈 1993